# إريك ويكس
إريك ويكس (بالإنجليزية: Eric Weeks)‏ هو فيزيائي أمريكي، ولد في 1970 في دانرز غروف في الولايات المتحدة.